# Naturalesa humana

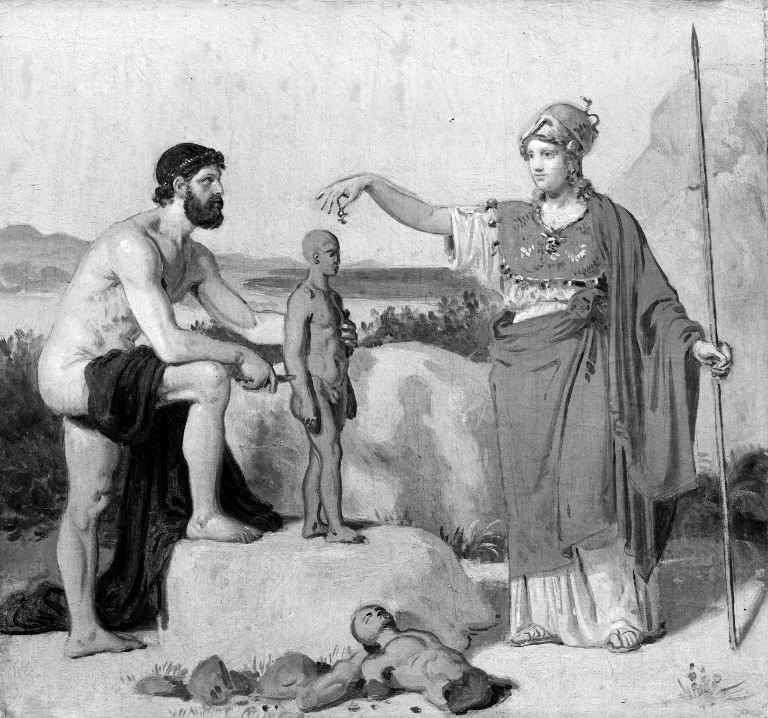
Il·lustració del mite de Prometeu modelant l'home del fang, en una pintura de Constantin Hansen de 1845.

La naturalesa humana o naturalea humana és el concepte que denota les disposicions i característiques fonamentals, incloses les maneres de pensar, sentir i actuar, que es diu que els humans tenen de manera natural. El terme s'utilitza sovint per designar l'essència de la humanitat, o el que significa ser humà.
La reflexió sobre la naturalesa humana ha estat un focus central de la filosofia durant segles i el concepte continua provocant un viu debat filosòfic. Tot i que hi ha dues perspectives diferents, les discussions sobre la naturalesa humana solen estar relacionades amb la importància comparativa dels gens i l'entorn social en el desenvolupament humà (és a dir, natura versus criança). En conseqüència, el concepte també continua tenint un paper destacat en camps acadèmics, com ara les ciències naturals i socials, i la filosofia, en què diversos teòrics han donat una visió de la naturalesa humana. La naturalesa humana es contrasta tradicionalment amb els atributs humans que varien entre les societats, com els que estan relacionats a cultures específiques.
Tradicionalment, es diu que el concepte de natura com a estàndard per fer judicis va començar a la filosofia grega, almenys pel que fa a la seva forta influència en les llengües i perspectives occidentals i de l'Orient Mitjà. A l'antiguitat tardana i a l'època medieval, l'enfocament particular que va arribar a ser dominant va ser el de la teleologia d'⁣Aristòtil, per la qual es creia que la naturalesa humana existia d'alguna manera independentment dels individus, fent que els humans esdevinguessin simplement el que esdevenien. Això, al seu torn, s'ha entès com a demostració d'una connexió especial entre la naturalesa humana i la divinitat, per la qual la naturalesa humana s'entén en termes de causes finals i formals. Més concretament, aquesta perspectiva creu que la naturalesa mateixa (o una divinitat creadora de la naturalesa) té intencions i objectius, inclòs l'objectiu que la humanitat visqui de manera natural. Aquesta manera d'aproximar-se a la naturalesa humana parteix de la percepció d'aquesta naturalesa com una "idea" o " forma" humana. Tanmateix, l'existència d'aquesta naturalesa humana invariable i metafísica ha estat objecte de debat històricament i fins als temps moderns.
En contra de la noció d'Aristòtil d'una naturalesa humana fixa, la mal·leabilitat relativa de l'home s'ha argumentat especialment en els darrers segles, en primer lloc pels primers modernistes com Thomas Hobbes, John Locke i Jean-Jacques Rousseau. En el seu Emile, o sobre l'educació, Rousseau va escriure: "No sabem què ens permet ser la nostra naturalesa". Des de principis del segle XIX, pensadors com Hegel, Darwin, Freud, Marx, Kierkegaard, Nietzsche i Sartre, així com els estructuralistes i els postmodernistes en general, també han argumentat en ocasions en contra d'una naturalesa humana fixa o innata.
La teoria de l'evolució de Charles Darwin ha canviat especialment la forma de la discussió, donant suport a la proposta que els avantpassats de la humanitat no eren com la humanitat actual. Com en gran part de la ciència moderna, aquestes teories busquen explicar-se amb poc o cap recurs a la causalitat metafísica. Es poden oferir per explicar els orígens de la naturalesa humana i els seus mecanismes subjacents, o per demostrar capacitats de canvi i diversitat que podrien violar el concepte d'una naturalesa humana fixa.

## Filosofia clàssica grega
La filosofia a la Grècia clàssica és l'origen últim de la concepció occidental de la naturalesa de les coses.
Segons Aristòtil, l'estudi filosòfic de la naturalesa humana mateixa es va originar amb Sòcrates, que va convertir la filosofia de l'estudi del cel a l'estudi de les coses humanes. Tot i que no va deixar obres escrites, es diu que Sòcrates va estudiar la qüestió de com hauria de viure millor una persona. Es desprèn dels treballs dels seus estudiants, Plató i Xenofont, i també dels relats d'Aristòtil (alumne de Plató), que Sòcrates era un racionalista i creia que la millor vida i la vida més adequada a la naturalesa humana implicaven el raonament. L'escola socràtica va ser la influència antiga dominant en la discussió filosòfica a l'Edat Mitjana, entre els filòsofs islàmics, cristians i jueus.
L'⁣ànima humana en les obres de Plató i Aristòtil té una naturalesa que es divideix d'una manera específicament humana. Una part és específicament humana i racional, i es divideix al mateix temps en una part que és racional per si mateixa; i una part animada que pot entendre la raó. Altres parts de l'ànima són la llar de desitjos o passions semblants a les que es troben en els animals. Tant en les idees d'Aristòtil com en les de Plató, l'esperit (thumos) es distingeix de les altres passions (epithūmíā). La funció pròpia de la part "racional" és governar les altres parts de l'ànima, ajudat per l'esperit. Per aquest motiu, utilitzar la raó és la millor manera de viure, i els filòsofs són el millor tipus d'éssers humans, els més elevats.

### Aristòtil
Aristòtil, l'estudiant més famós de Plató, va fer algunes de les declaracions més destacades i influents sobre la naturalesa humana. A les seves obres, a part d'utilitzar un esquema similar d'una ànima humana dividida, es fan algunes afirmacions clares sobre la naturalesa humana:
- A diferència d'altres animals, els humans tenen raó o llenguatge (logos) a l'ànima (psique). Segons Aristòtil, això vol dir que el treball (ergos) d'un humà és l'actualització (energeia) de l'ànima d'acord amb la raó.[20] A partir d'aquest raonament, els seguidors medievals d'Aristòtil van formular la doctrina que l'home és l'"Animal racional".
- L'home és un animal conjugal: Un animal que neix per formar una parella en l'edat adulta. En fer-ho, l'home construeix una llar (oikos) i, en els casos més reeixits, un clan o un petit poble gestionat per línies patriarcals.[21] Tanmateix, els humans tendeixen naturalment a connectar els seus pobles en ciutats (poleis), que són més autosuficients i completes.
- L'home és un animal polític: un animal amb una propensió innata a desenvolupar comunitats més complexes (és a dir, de la mida d'una ciutat o poble), amb sistemes de llei i divisió del treball. Aquest tipus de comunitat és diferent d'una família, i requereix l'ús de la raó humana. Les ciutats no han de ser dirigides per un patriarca, com un poble.[22]
- L'home és un animal mimètic⁣: a l'home li agrada fer servir la seva imaginació, i no només fer lleis i dirigir ajuntaments⁣: "Ens agrada mirar coses que simulen ser coses que són doloroses de veure, bèsties obscenes, per exemple, i cadàvers... [La] raó per la qual ens agrada veure semblances és que, mentre mirem, aprenem i deduïm què és cadascun, per exemple, "això és tal i tal".[23]

Per a Aristòtil, la raó no és només el que és més especial de la humanitat, en comparació amb altres animals, sinó que també és allò que estem destinats a aconseguir. Bona part de la descripció que fa Aristòtil de la naturalesa humana encara és influent avui dia. No obstant això, la idea teleològica particular que els humans estan destinats a ser alguna cosa s'ha tornat molt menys popular en els temps moderns.

#### Teoria de les quatre causes
Per als socràtics, la naturalesa humana, i totes les natures, són conceptes metafísics. Aristòtil va desenvolupar la presentació estàndard d'aquest enfocament amb la seva teoria de les quatre causes, per la qual cada ésser viu presenta quatre aspectes, o "causes":
1. matèria (hyle);
2. forma (eidos);
3. efecte (kinom); i
4. final (telos).

Per exemple, un roure està fet de cèl·lules vegetals (matèria); creix d'una gla (efecte); mostra la naturalesa dels roures (forma); i es converteix en un roure completament madur (plenitud). Segons Aristòtil, la naturalesa humana és un exemple de causa formal. De la mateixa manera, el nostre "final" és convertir-nos en un ésser humà totalment actualitzat (incloent-hi la ment). Aristòtil suggereix que l'⁣intel·lecte humà (νοῦς, noûs), és la part més significativa de la psique humana i s'hauria de cultivar per sobre de tot. El cultiu de l'aprenentatge i el creixement intel·lectual del filòsof és, per tant, la vida més feliç i menys dolorosa.

## Filosofia xinesa

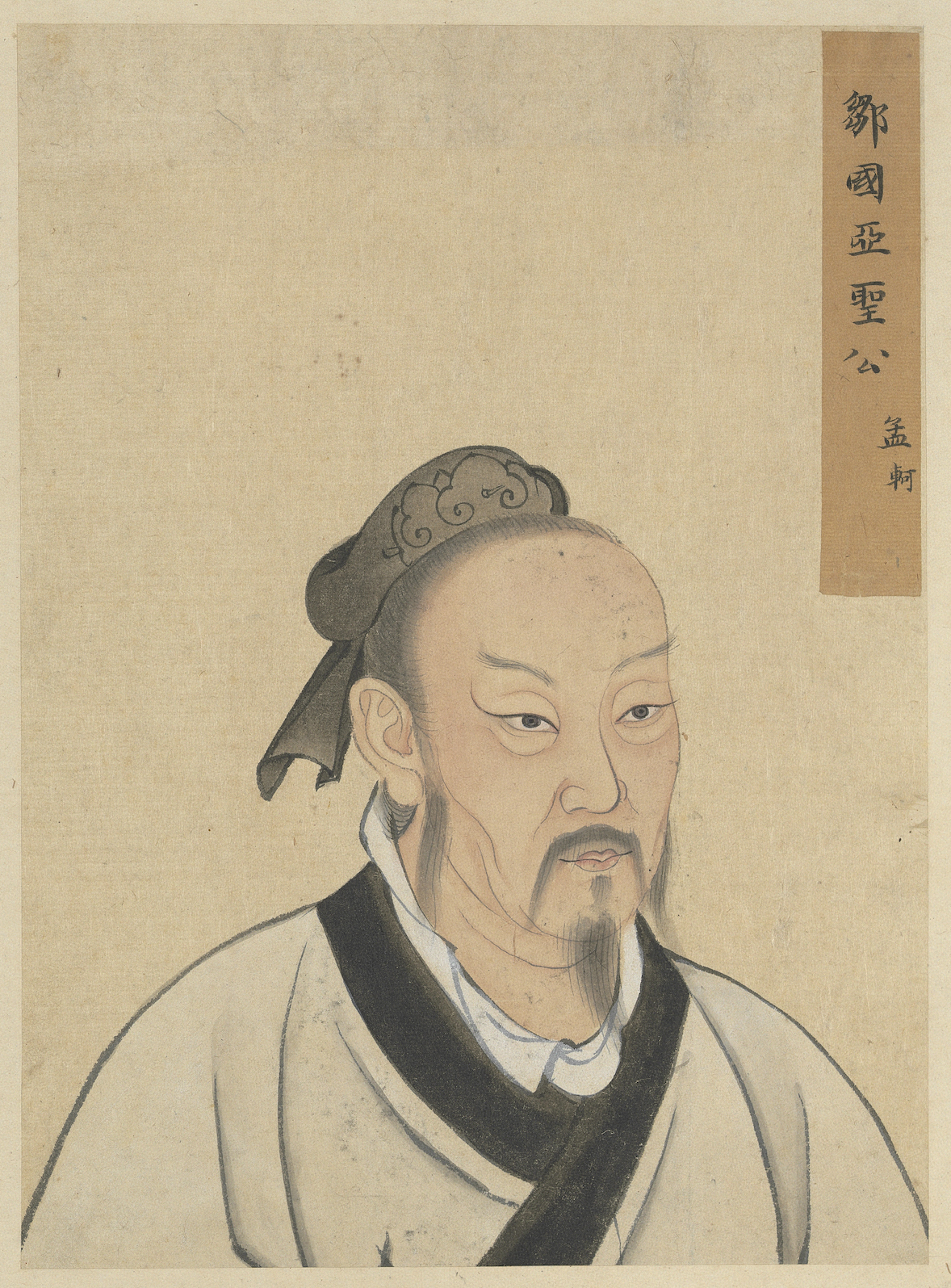
Retrat de Menci, filòsof confucià

### Confucianisme
La naturalesa humana és una qüestió central en la filosofia xinesa. A partir de la dinastia Song, la teoria de la bondat potencial o innata dels éssers humans esdevingué dominant en el confucianisme.

#### Menci
Menci argumenta que la naturalesa humana és bona. Entén la naturalesa humana com la tendència innata a un estat ideal que s'espera que es formi en les condicions adequades. Per tant, els humans tenim la capacitat de ser bons, tot i que no tots ho són.
Segons la teoria menciana, la naturalesa humana conté quatre inicis de la moral:
1. un sentit de compassió que es desenvolupa en benevolència (仁; );
2. un sentit de vergonya i menyspreu que es desenvolupa en rectitud (義; );
3. un sentit de respecte i cortesia que es desenvolupa en propietat (禮; ); i
4. un sentit del bé i del mal que es desenvolupa en saviesa (智; ).[33][34]

Els inicis de la moral es caracteritzen tant per motivacions afectives com per judicis intuïtius, com el que està bé i el que està malament, la submissió, el respecte o el menyspreu.
Segons Menci, la bondat és el resultat del desenvolupament de tendències innates cap a les virtuts de la benevolencia, la rectitud, la saviesa i la propietat. Les tendències es manifesten en les emocions morals de cada ésser humà. La reflexió (思; ) sobre les manifestacions dels quatre inicis condueix al desenvolupament de les virtuts. Aporta el reconeixement que la virtut té prioritat sobre la satisfacció, però la manca de reflexió inhibeix el desenvolupament moral. És a dir, els humans tenen una constitució que inclou predisposicions emocionals que els dirigeixen cap a la bondat.
Menci també aborda la pregunta de per què la capacitat per al mal no es basa en la naturalesa humana. Si un individu es torna dolent, no és el resultat de la seva constitució, ja que la seva constitució conté les predisposicions emocionals que dirigeixen a la bondat, sinó una qüestió de lesionar o no desenvolupar completament la seva constitució en la direcció adequada. Reconeix els desitjos dels sentits com a predisposicions naturals diferents dels quatre inicis. Les persones poden ser enganyades pels seus desitjos si no participen en les seves motivacions ètiques. Per tant, atribueix a les persones la responsabilitat de reflexionar sobre les manifestacions dels quatre inicis. Aquí, no és la funció de les orelles i els ulls sinó la funció del cor, ja que els òrgans sensorials s'associen amb els desitjos sensuals, però el cor és la seu del sentiment i del pensament. Menci considera que les virtuts bàsiques (benevolencia, rectitud, correcció i saviesa) són qualitats internes que originalment posseeixen els humans, de manera que les persones no poden assolir la plena satisfacció només amb la recerca de l'interès propi a causa de la seva moral innata. Wong (2018) subratlla que la caracterització de Menci de la naturalesa humana com a bona significa que "conté predisposicions per sentir i actuar de maneres moralment adequades i per fer judicis normatius intuïtius que poden, amb les condicions de criança adequades, orientar els éssers humans sobre l'èmfasi adequat. per donar-se als desitjos dels sentits".

#### Xunzi
Xunzi entén la naturalesa humana com les facultats bàsiques, capacitats i desitjos que les persones tenen des del seu naixement. Descriu els instints animals exhibits pels humans abans de l'educació, que inclouen la cobdícia, la ociositat i els desitjos. Suggereix que la gent no pot desfer-se d'aquests instints, per la qual cosa l'existència d'aquesta naturalesa humana requereix l'educació i el cultiu de la bondat.
Xunzi argumenta que la naturalesa humana és dolenta i que qualsevol bondat és el resultat de l'activitat humana. És la naturalesa humana que buscar beneficis, perquè els humans desitgen la satisfacció sensorial. Afirma que "Ara la naturalesa de l'home és dolenta. Ha de dependre dels mestres i les lleis per ser correcte i aconseguir la decència i la rectitud i després esdevé disciplinat." Subratlla que la bondat prové dels trets i hàbits adquirits mitjançant accions conscients, que ell anomena artifici (偽; ). Per tant, la moral és vista com un artifici humà però no com una part de la naturalesa humana. La seva afirmació que la naturalesa humana és dolenta, segons Ivanhoe (1994), vol dir que els humans no tenim una concepció de la moral i, per tant, l'han d'adquirir a través de l'aprenentatge, no fos cas que la competència destructiva i alienadora sorgeixi inevitablement del desig humà.

### Legalisme

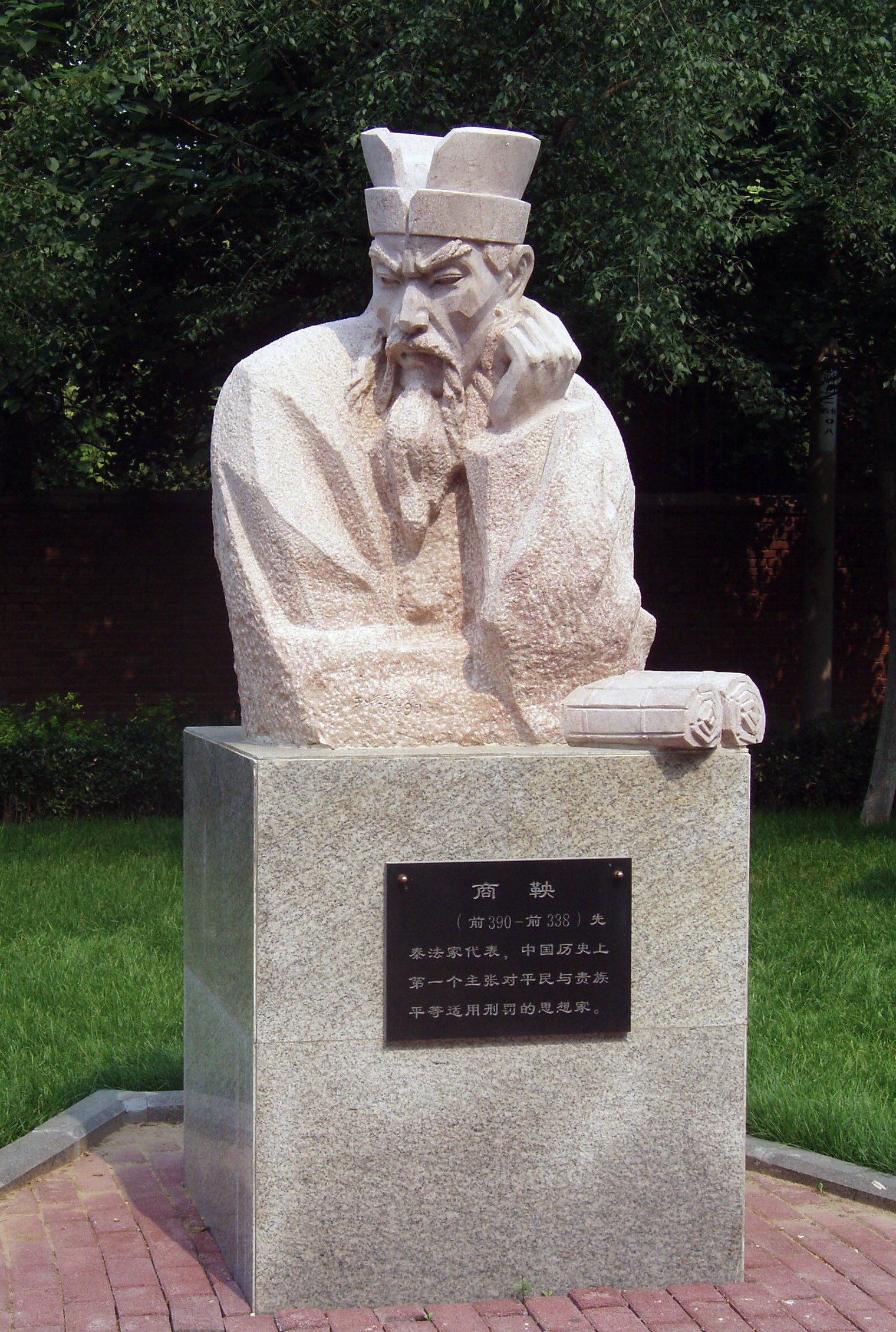
Estàtua de Shang Yang, un destacat erudit i estadista legalista

El legalisme es basa en la desconfiança de la naturalesa humana. Els partidaris d'aquesta filosofia no es preocupen de si la bondat o la dolenta humana és innata, i si els éssers humans posseeixen les qualitats fonamentals associades a aquesta naturalesa.
Els legalistes veuen la gran majoria dels éssers humans de naturalesa egoista. Consideren que la naturalesa humana és dolenta. Creuen que no s'ha d'esperar que la gent es comporti moralment. Per exemple, a causa de la naturalesa corrupta dels humans, no confiaven que els funcionaris complissin les seves funcions de manera justa i imparcial. Hi ha una lluita política perpètua, caracteritzada pel conflicte entre actors i interessos humans enfrontats, on els individus són fàcilment temptats a causa de la seva naturalesa egoista a costa dels altres.
Segons el legalisme, l'egoisme en la naturalesa humana no pot ser eliminat o alterat per l'educació o l'autoconreu. Descarta la possibilitat que les persones puguin superar el seu egoisme i considera excepcionalment rara la possibilitat que les persones puguin ser impulsades pel compromís moral. Els legalistes no veuen la moral individual tant dels governants com dels governats com una preocupació important en un sistema polític. En canvi, els pensadors legalistes com Han Fei posen l'accent en normes i estàndards clars i impersonals (com ara lleis, reglaments i regles) com a base per mantenir l'ordre.
Segons Han Fei, una característica bàsica de la naturalesa humana és que els humans són egoistes, però que els seus desitjos són saciables. Argumenta que la competència pels béns externs produeix desordre en temps d'escassetat a causa d'aquesta naturalesa. Si no hi ha escassetat, els humans poden tractar-se bé, però no seran agradables; és que no recorren al desordre quan no hi ha escassetat. Han Fei també argumenta que totes les persones estan motivades pel seu nucli egoista i invariable a voler qualsevol avantatge que puguin obtenir de qui pugui obtenir aquest avantatge, que s'expressa especialment en situacions en què la gent pot actuar amb impunitat.
Els legalistes postulen que l'egoisme de la naturalesa humana pot ser un actiu més que una amenaça per a un estat. És axiomàtic en el legalisme que el govern no pot estar format per homes de servei rectes i dignes de confiança, perquè cada membre de l'elit, com qualsevol altre membre de la societat, perseguirà els seus propis interessos i, per tant, ha de ser emprat per als seus interessos. En aquest sentit, s'ha de permetre als individus perseguir els seus interessos egoistes exclusivament d'una manera que beneficiï en lloc de contradir les necessitats d'un estat. Per tant, un sistema polític que pressuposa aquest egoisme humà és l'únic sistema viable. En canvi, un sistema polític basat en la confiança i el respecte (més que en normes i estàndards impersonals) genera una gran preocupació pel que fa a una lluita de poder en curs i irresoluble.
Els legalistes proposen que el control és una base del govern, que s'aconsegueix mitjançant la recompensa i el càstig. Consideren l'ús de la recompensa i el càstig com a controls polítics efectius, ja que és en la naturalesa humana tenir gustos i disgustos. Per exemple, segons l'estadista legalista Shang Yang, és crucial investigar la disposició de les persones en termes de recompenses i sancions quan s'estableix una llei. Explica que una població no pot ser conduïda a l'agricultura o la guerra si la gent considera que aquestes són amargues o perilloses sobre la base de càlculs sobre els seus possibles beneficis, però la gent es pot dirigir cap a aquestes activitats mitjançant l'aplicació d'incentius positius i negatius. Sobre l'egoisme de la naturalesa humana, Han Fei remarca que "els que actuen com a ministres temen les sancions i esperen beneficiar-se de les recompenses".
Segons Han Fei, l'única opció realista és un sistema polític que produeixi equivalents de junzi (君子, que són exemplars virtuosos en el confucianisme) però no junzi reals. Això no vol dir, però, que Han Fei faci una distinció entre semblar i ser bo, ja que no accepta la idea que els humans siguin bons. Més aviat, com que la naturalesa humana està constituïda per l'interès propi, argumenta que els humans es poden modelar conductualment per produir ordre social si és en el propi interès de l'individu complir les normes (és a dir, diferents interessos s'alineen entre si i el bé social), que es garanteix de la manera més eficient si les normes s'apliquen de manera pública i imparcial.

## Teologia cristiana
En la teologia cristiana, hi ha dues maneres de "concebre la naturalesa humana": la primera és "espiritual, bíblica i teista"; i la segona és "natural, còsmica i antiteista". :6 El focus en aquesta secció es centra en el primer. Com va dir William James en el seu estudi de la naturalesa humana des d'una perspectiva religiosa, la "religió" té un "departament de la naturalesa humana".
Els teòlegs tenen diverses visions de la naturalesa humana. No obstant això, hi ha algunes "afirmacions bàsiques" en tota l'antropologia bíblica:
1. "La humanitat té el seu origen en Déu, el seu creador".
2. "Els humans porten la 'imatge de Déu'".
3. Els humans han de "governar la resta de la creació".

La Bíblia no conté una sola "doctrina de la naturalesa humana". Més aviat, proporciona material per a descripcions més filosòfiques de la naturalesa humana. Per exemple, la Creació tal com es troba al Llibre del Gènesi proporciona una teoria sobre la naturalesa humana.
El Catecisme de l'Església Catòlica, sota el capítol "Dignitat de la persona humana", ofereix un article sobre l'home com a imatge de Déu, i esmenta la vocació a la benaventurança, la llibertat, els actes humans, les passions, la consciència moral, les virtuts i el pecat.

### Creació de la naturalesa humana
Tal com es va crear originalment, la Bíblia descriu "dos elements" de la naturalesa humana: "el cos i l'alè o esperit de vida insuflats per Déu". Amb això es va crear una "ànima viva", que significa "persona viva". Segons Gènesi 1:27, aquesta persona viva va ser feta a"imatge de Déu". Des de la perspectiva bíblica, "ser humà és portar la imatge de Déu". :18 "Dues maneres principals de concebre la naturalesa humana, són la que és espiritual, bíblica i teística" i l'altre "natural, còsmica i anti-teista", segons John Tulloch.
El Gènesi no elabora el significat de "la imatge de Déu", però els estudiosos en troben elements. Un és que ser creat a imatge de Déu diferencia la naturalesa humana de la de les bèsties. Una altra és que de la mateixa manera que Déu és "capaç de prendre decisions i governar", així els humans fets a imatge de Déu són "capaços de prendre decisions i governar". Un tercer és que la humanitat posseeix una capacitat inherent "per establir objectius" i avançar cap a ells. :5, 14 Que Déu denoti la creació com a "bona" suggereix que Adam va ser "creat a imatge de Déu, en justícia".
Adam va ser creat amb la capacitat de prendre "eleccions correctes", però també amb la capacitat d'escollir el pecat, per la qual va caure de la rectitud en un estat de "pecat i depravació". :231Així, segons la Bíblia, "la humanitat no és com Déu la va crear".

### Caiguda de la naturalesa humana
Amb la caiguda d'Adam en el pecat, la «naturalesa humana» esdevé «corrupta», encara que conserva la imatge de Déu. Tant l'Antic Testament com el Nou Testament ensenyen que "el pecat és universal". :17, 141 Per exemple, el Salm 51 :5 diu: "Perquè he estat concebut en iniquitats, i en pecats em va concebre la meva mare". Jesús va ensenyar que tothom és un "pecador de manera natural" perquè és "la naturalesa i la disposició de la humanitat al pecat". :124–5Pau, a Romans 7:18, parla de la seva "naturalesa pecadora".
Aquest "reconeixement que hi ha alguna cosa dolenta en la naturalesa moral de l'home es troba en totes les religions". :141Agustí d'Hipona va encunyar un terme per a indicar que tots els humans neixen pecadors: el pecat original. El pecat original és "la tendència al pecat innata en tots els éssers humans". La doctrina del pecat original és mantinguda per l'Església catòlica i la majoria de les denominacions protestants dominants, però rebutjada per l'Església ortodoxa oriental, que sosté la doctrina similar de la culpa ancestral.
"La corrupció del pecat original s'estén a tots els aspectes de la naturalesa humana": a la "raó i la voluntat", així com als "gustos i impulsos". Aquesta condició de vegades s'anomena "depravació total". La depravació total no vol dir que la humanitat estigui tan "totalment depravada" com podria ser. En comentar Romans 2:14, Joan Calví escriu que totes les persones tenen "algunes nocions de justícia i rectitud... que estan implantades per la naturalesa" a totes les persones.
Adam va encarnar "tota la naturalesa humana" així que quan Adam va pecar "tota la naturalesa humana va pecar". L'Antic Testament no vincula explícitament la "corrupció de la naturalesa humana" amb el pecat d'Adam. Tanmateix, la "universalitat del pecat" implica un vincle amb Adam. En el Nou Testament, Pau coincideix amb la "universalitat del pecat". També fa explícit el que implicava l'Antic Testament: el vincle entre la "naturalesa pecadora" de la humanitat i el pecat d'Adam. A Romans 5:19, Pau escriu, "a través de la desobediència [d'Adam] la humanitat es va convertir en pecador". Pau també va aplicar la naturalesa pecadora de la humanitat a si mateix: "no hi ha res de bo en la meva naturalesa pecadora".
La "doctrina teològica del pecat original" com a element inherent a la naturalesa humana no es basa només en la Bíblia. És en part una "generalització a partir de fets evidents" oberta a l'observació empírica.

#### Visió empírica
Diversos experts en la naturalesa humana han descrit les manifestacions del pecat original, o la tendència innata al pecat, com a fets empírics.
- El biòleg Richard Dawkins, al seu The Selfish Gene, afirma que "una qualitat predominant" en un gen supervivent amb èxit és "l'egoisme despietat". A més, "aquest egoisme genètic normalment donarà lloc a l'egoisme en el comportament individual".[94]
- El psicòleg infantil Burton L. White troba un tret "egoista" en els nens des del naixement, un tret que s'expressa en accions que són "descaradament egoistes".[95][96]
- El sociòleg William Graham Sumner considera un fet que "a tot arreu hi ha frau, corrupció, ignorància, egoisme i tots els altres vicis de la naturalesa humana".[97] Enumera "els vicis i les passions de la naturalesa humana" com "acupidia, luxúria, venjança, ambició i vanitat". Sumner considera que aquesta naturalesa humana és universal: en totes les persones, en tots els llocs i en totes les estacions de la societat.[98]
- El psiquiatre Thomas Anthony Harris, sobre la base de les seves "dades a mà", observa que "el pecat, o la maldat, o el mal, o la 'naturalesa humana', sigui el que anomenem el defecte de la nostra espècie, és evident en cada persona". Harris anomena aquesta condició "maldat intrínseca" o "pecat original".[99]

Els investigadors Elliott Sober i David Sloan Wilson presenten una discussió empírica que qüestiona l'exclusivitat genètica d'aquesta proposició de maldat intrínseca. Al seu llibre, Unto Others: The Evolution and Psychology of Unselfish Behavior, proposen una teoria de la selecció de grups multinivell en suport d'un "altruisme" genètic inherent en oposició a l'exclusivitat del pecat original per a la naturalesa humana.

#### Teologia lliberal
Els teòlegs liberals de principis del segle xx van descriure la naturalesa humana com a "bàsicament bona", que només necessitava "una formació i educació adequades". Però els exemples anteriors documenten el retorn a una "visió més realista" de la naturalesa humana "com a bàsicament pecadora i egocèntrica". La naturalesa humana necessita "ser regenerada... per poder viure la vida desinteressada".

### Naturalesa humana regenerada
Segons la Bíblia, "la desobediència d'Adam va corrompre la naturalesa humana" però Déu misericordiosamente "regenera". "La regeneració és un canvi radical" que implica una "renovació de la nostra naturalesa [humana]". Així, per contrarestar el pecat original, el cristianisme pretén "una transformació completa dels individus" per part de Crist.
L'objectiu de la vinguda de Crist és que la humanitat caiguda pugui ser "conformada o transformada a la imatge de Crist, que és la imatge perfecta de Déu", com a 2 Corintis 4 :4. El Nou Testament deixa clara la "necessitat universal" de regeneració. A continuació, es mostren representacions bíbliques de la regeneració de la natura humana i els resultats del comportament.
- essent "transformat per la renovació de les vostres ments" (Romans 12 :2)[107]
- transformar-se d'un "jo vell" (o "home vell") a un "jo nou" (o "home nou") (Colosencs 3 :9-10)[108]
- transformant-se de persones que "odien els altres" i "és difícil de portar-se bé" i que són "gelosos, enfadats i egoistes" a persones que són "amoroses, feliços, pacífices, pacients, amables, bones, fidels, gentils, i es dominen a si mateixes" (Gàlates 5 :20-23)[109]
- transformar-se de mirar "els propis interessos" a mirar "els interessos dels altres" (Filipenses 2 :4)[110]